# اس‌اس سلطانا
اس‌اس سلطانا (به انگلیسی: SS Sultana) یک کشتی بود که در سال ۱۸۶۳ ساخته شد. این کشتی یک کشتی بخار چرخ پره‌ای تجاری بود که در تاریخ ۲۷ آوریل سال ۱۸۶۵ میلادی در رودخانه می‌سی‌سی‌پی منفجر و متعاقب آن غرق شد. در جریان این حادثه، بالغ بر ۱۱۶۹ نفر کشته شدند که همین موضوع باعث شد تا تبدیل به بدترین و مرگبارترین فاجعه دریایی در تاریخ ایالات متحدهٔ آمریکا گردد.
سلطانا کشتی چوبی بود که در سال ۱۸۶۳ میلادی توسط شرکت کشتی‌سازی جان لیتل‌بری واقع در سینسیناتی، اوهایو ساخته شده بود. در ابتدا به منظور تجارت پنبه در پایین‌دست رودخانهٔ می‌سی‌سی‌پی در نظر گرفته شده بود و معمولاً حدود ۸۵ نفر خدمه حمل می‌کرد. این کشتی در طول مدت ۲ سال، یک مسیر منظم بین سنت لوئیس، میزوری و نیواورلئان را طی کرد و در طول جنگ داخلی آمریکا، بارها وظیفهٔ جابجایی نیروها را بر عهده گرفت. با وجود آنکه سلطانا برای ظرفیت مسافرگیری ۳۷۶ نفر طراحی شده بود اما با این همه، ۲۱۳۰ مسافر را حمل می‌کرد که ۳ دیگ بخار از مجموع ۴ دیگ آن منفجر و باعث غرق‌شدن کشتی در نزدیکی ممفیس، تنسی گردید.
حوادث و جریانات مربوط به پایان جنگ داخلی، از جمله کشته‌شدن جان ویلکس بوث، قاتل رئیس‌جمهور آبراهام لینکلن، درست به فاصلهٔ یک روز قبل از این جریان، باعث شد تا فاجعهٔ غرق کشتی سلطانا علیرغم تلفات فاجعه‌بار، تحت‌الشعاع قرار بگیرد و هیچ‌کس در قبال چنین فاجعه‌ای پاسخگو نباشد.